# بلادنیمف
کیا هنسن (به انگلیسی: Kya Hansen) که با نام حرفه‌ای بلادنیمف (به انگلیسی: bludnymph) شناخته می‌شود یک خوانندهٔ کانادایی است.